# Pini Szomer
Pini Szomer (hebr.: פיני שומר, ang.: Pini Shomer, ur. 19 października 1951) – izraelski polityk, w 1996 poseł do Knesetu z listy Partii Pracy.
W wyborach parlamentarnych w 1992 nie dostał się do izraelskiego parlamentu. 28 maja 1996 po rezygnacji Awrahama Kac-Oza uzyskał mandat poselski, nie zdążył jednak zasiąść w ławach Knesetu, który został przedterminowo rozwiązany. Nigdy więcej nie zasiadał w Knesecie.